# Museu d'Art Modern de París
El Museu d'Art Modern de París, oficialment i en francès Musée d'Art Moderne de la Ville de Paris (pronunciació francesa: [myze daʁ mɔdɛʁn də la vil də paʁi]) és un museu d'art situat a París, dedicat a les arts del segle xx. Es troba al número 11 de la Avenue du Président Wilson al districte 16 de París.

## Descripció
Situat a l'ala oriental del Palau de Tòquio, construït per a l'Exposició Internacional d'Art i Tecnologia de 1937, el museu va ser inaugurat el 1961. Les seves col·leccions inclouen més de 8.000 obres que il·lustren les diverses tendències de l'art del segle xx. Hi ha exposicions sobre els principals moviments i artistes destacats de l'escena europea del segle xx, i també exposicions monogràfiques i temàtiques per presentar les principals tendències de l'art actual.

## Col·lecció
Les col·leccions del museu inclouen, entre d'altres, obres de Pablo Picasso, Henri Matisse, Raoul Dufy, Maurice de Vlaminck, Georges Rouault, Fernand Léger, Georges Braque, Francis Picabia, Amedeo Modigliani, Giorgio de Chirico, Kees van Dongen, Pierre Bonnard, Chaïm Soutine, André Derain, Suzanne Valadon, Maurice Utrillo, Robert i Sonia Delaunay, František Kupka, Juan Gris, Hans Bellmer, René Iché, Jean Fautrier, Jean Arp, Alberto Giacometti, Yves Klein i Pierre Soulages.

## Obres destacades
- Le pigeon aux petits pois, de Picasso.

## Directors
- René Héron de Villefosse (1961-1968)
- Jacques Lassaigne (1971-1980)
- Bernadette Contensou (1981-1988)
- Suzanne Pagé (1988-2006)
- Fabrice Hergott (2007-)